# Церковь Николая Чудотворца (село Домодедово)
Церковь Николая Чудотворца — храм Русской православной церкви в селе Домодедово Московской области.
Адрес: Московская область, Домодедовский район, село Домодедово, улица Преснова, 22А.

## История
В 1646 году в селе Домодедово имелись две церкви — в честь Рождества Христова и во имя святителя Николая Чудотворца. По указу императрицы Анны Иоанновны в конце 1731 года началось строительство новой каменной Никольской церкви, одновременно был произведен ремонт в старой деревянной, где продолжались богослужения. Новая церковь по проекту архитектора Иоганна Готфрида Шеделя была сооружена в 1732 году; ему помогал русский архитектор Алексей Петрович Евлашев. Каменные работы выполнял Максим Панкратьев, столярные и резные — Иван и Леонтий Кобылины. Уже после строительства нового храма, по указу императрицы были разобраны колокольня и трапезная, возведённые заново в 1845 году по проекту архитектора Евграфа Тюрина.
В 1746 году старую деревянная церковь была разобрана, брёвна её сруба были перевезены в село Рождествено Молоковского стана. Каменный храм освятили только 7 марта 1746 года. Более века он простоял без переделок, лишь накануне Отечественной войны 1812 года на нём была обновлена крыша.
Никольский храм оказался одним из немногих на домодедовской земле, который никогда не закрывался. Только в мае 1922 года уездная комиссия по изъятию церковных ценностей в помощь голодающим вывела из церкви ценную серебряную утварь общим весом более двадцати килограмм. С 1997 года в нём велись реставрационные работы. В 2003 году в цокольном этаже храма была устроена большая трапезная. В 2008—2009 годах проходили работы в подвальном помещении и был устроен баптистерий для крещения взрослых.
Настоятель с 1997 года — протоиерей Сергий Владимирович Лопухов, был убит 24 августа 2022 года 22-летним преподавателем английского языка и робототехники в домодедовской воскресной школе Василием Рассохой, страдавшим депрессией. Рассоха совершил поджог кабинета священника, находившегося  на втором этаже воскресной школы, и когда он вместе с двумя другими работниками храма поспешил туда, Рассоха нанёс удар ножом в шею, а затем — в тело, настоятель скончался на месте. Рассоха был арестован через два дня, несмотря на то, что очевидцы преступления задержали его в тот же день, когда оно было совершено. Следственный комитет РФ возбудил уголовное дело по части 1 ст. 105 УК РФ (убийство) и части 1 ст. 167 УК РФ (умышленное уничтожение или повреждение имущества). В соболезновании, опубликованном Подольской епархией на её официальном сайте, говорится:

За долгие годы служения в Никольском храме отец Сергий снискал к себе уважение и любовь многих людей и духовенства епархии. Батюшка был ревностным христианином, глубоко верующим, добрым и скромным человеком, который благоговейно предстоял Престолу Божию, смиренно и ответственно исполнял возлагаемые на него послушания. Труды отца Сергия были заслуженно отмечены церковными и общественными наградами. В памяти знавших его верующих людей и духовных чад протоиерей Сергий Лопухов останется отзывчивым и благочестивым, добрым пастырем, смыслом жизни которого было служение Богу и ближним.
Предположительной причиной совершения преступления стало увлечение одной из учениц воскресной школы, которой на тот момент было 14 лет. Прознав об этом со слов самой школьницы, отец Сергий встал на её защиту и потребовал от Рассохи выбросить такие мысли из головы. На данный момент Рассоха всё ещё находится в СИЗО в ожидании суда.